# Cshö Jongil
Cshö Jongil (hangul: 최영일, handzsa: 崔英, RR: Choi Young-il; 1966. április 25. –) dél-koreai válogatott labdarúgó. 

## Pályafutása

### Klubcsapatban
1989 és 1996 között az Ulszan Hyundai csapatában játszott. 1997 és 1998 között a Puszan Daewoo Royals, 1999-ben a kínai Liaoning FC játékosa volt. 2000-ben az Anyang LG Cheetahs együttesében fejezte be az aktív játékot. 

### A válogatottban
1994 és 1998 között 55 alkalommal játszott a dél-koreai válogatottban. Részt vett az 1994-es és az 1998-as világbajnokságon.

## Sikerei, díjai
Ulszan Hyundai
- Dél-koreai bajnok (1): 1996

Puszan Daewoo Royals
- Dél-koreai bajnok (1): 1997